# Eleúsa

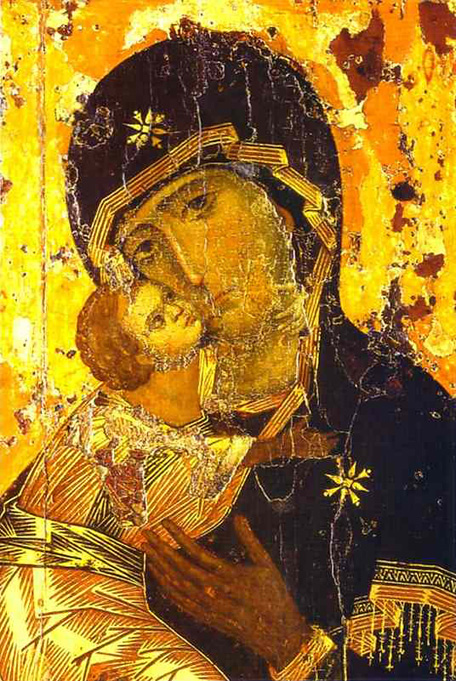
La Virgen de Vladímir..

Eleúsa o eleoúsa (Ἐλεούσα, "ternura" en griego, también denominada glicofilusa o glykophilousa) es una forma iconográfica de representación del Niño Jesús y la Virgen María propia del arte bizantino, especialmente en los iconos. Su origen está en el mundo copto (el Egipto cristiano). La Virgen sostiene al Niño, sus caras se tocan, y el Niño pasa por lo menos un brazo alrededor de su cuello o de su hombro.
La escena muestra la estrecha relación que existe entre ambos, el fuerte vínculo que los une como madre e hijo, y que se denomina teológicamente Theotokos (la condición de María como madre de Dios). La función de esta composición es presentar a los fieles a María como madre de todos los cristianos, identificada con la Iglesia. Se representa de este modo la plenitud del amor entre Dios y el hombre, un amor cuya culminación sólo se puede alcanzar en el seno de la Iglesia, uno de cuyos atributos es "Madre".
El arte cristiano occidental desarrolló este mismo tema, denominado en castellano Virgen de la ternura, expresión que a veces se aplica también a una variedad de temas conectados (el Niño acariciando la barbilla de la Virgen, la Virgen amamantando -Virgen de la leche o Galactotrofusa en griego- o dando de comer las primeras comidas sólidas al Niño -Virgen del cacillo o Virgen de las gachas-, la Virgen sentada sobre el suelo o sobre un cojín -Virgen de la humildad-, la Virgen adorando al Niño -Virgen de la Adoración-, la Virgen de la rosaleda, la Virgen del parto, etc.)

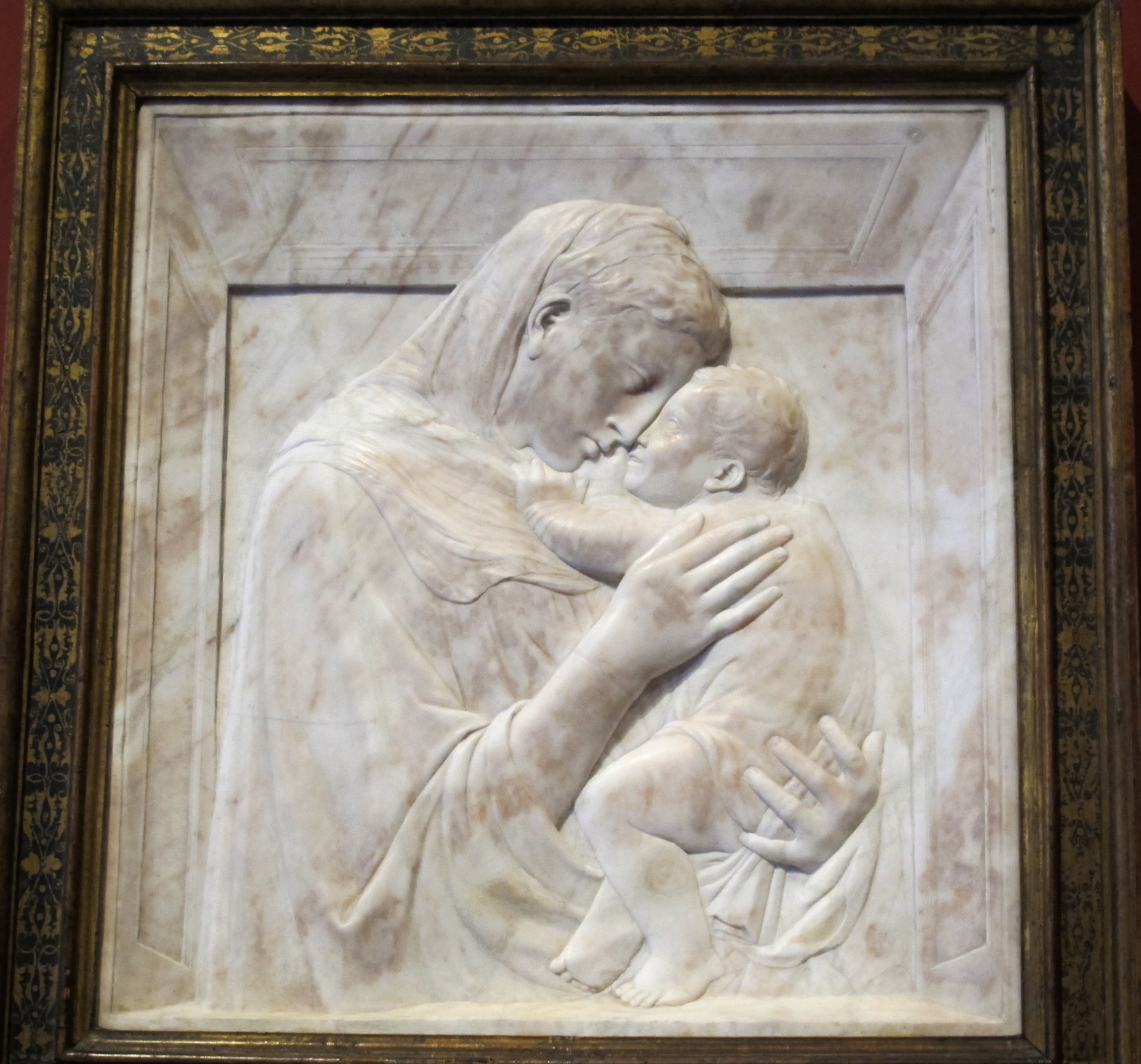
Madonna Pazzi, de Donatello, ca. 1420.
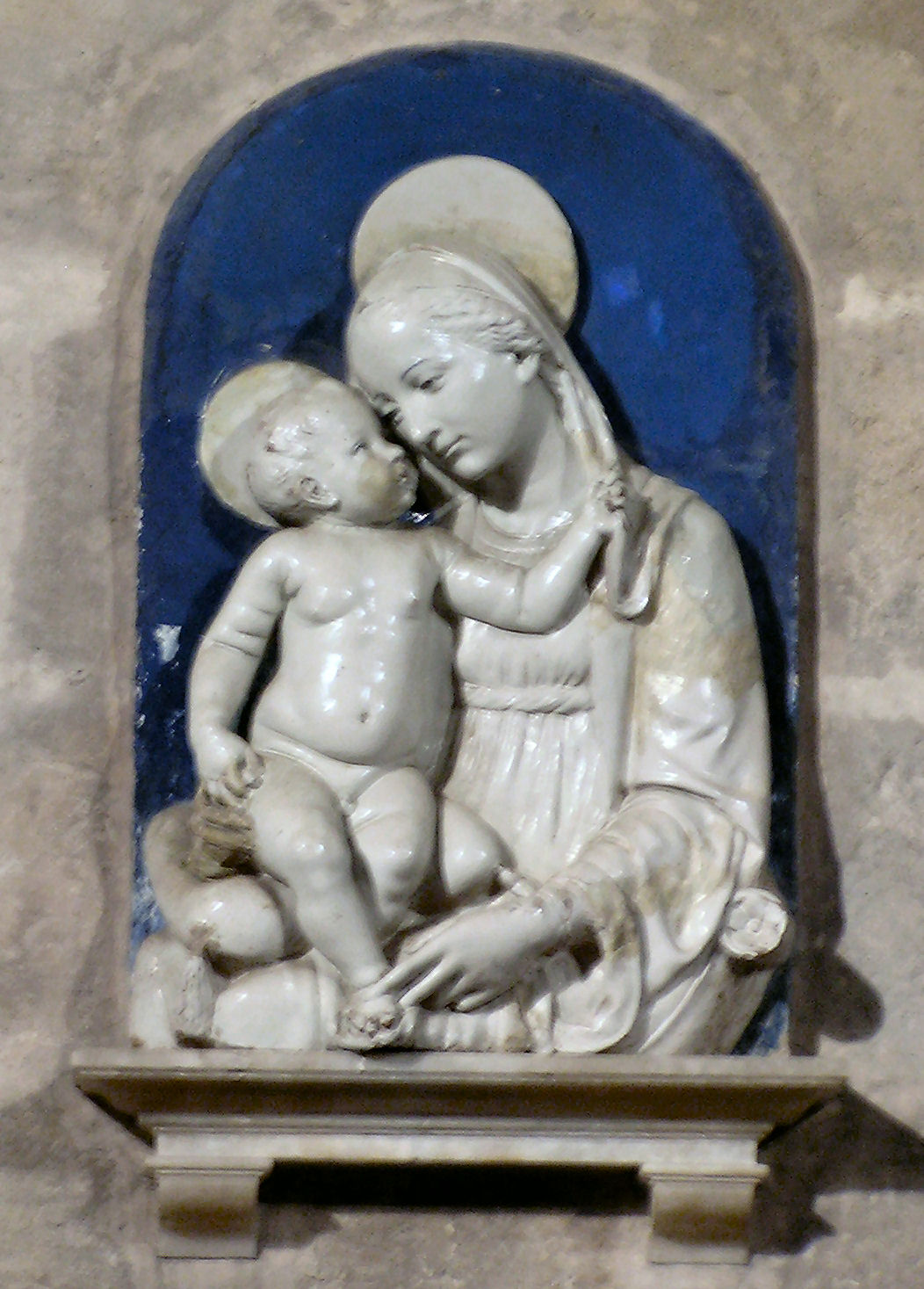
Taller de Andrea della Robbia.
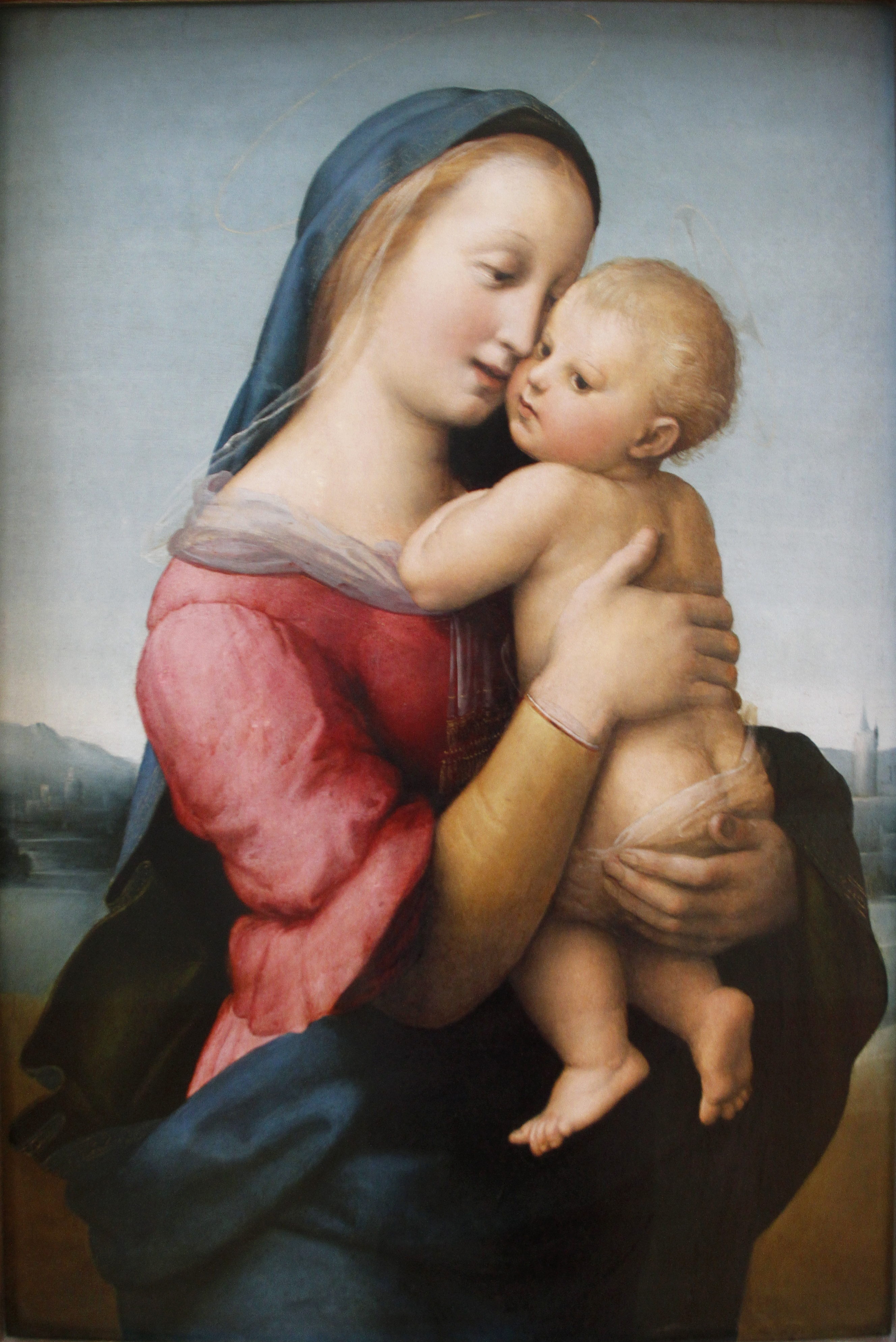
Madonna Tempi de Rafael, 1508.